# Brunno Botteon
Brunno Botteon de Albuquerque (* 16. Juni 1995) ist ein professioneller brasilianischer Pokerspieler, der hauptsächlich online spielt. Er führte für 12 Wochen die Onlinepoker-Weltrangliste an.

## Pokerkarriere
Bevor Botteon beruflich Poker spielte, war er begeisterter Tennisspieler und kam 2010 und 2011 auch zu jeweils zwei Profiturnieren auf der drittklassigen ITF Future Tour, ohne sich aber jemals in der Tennisweltrangliste platzieren zu können. Seit März 2014 spielt er Onlinepoker. Der Brasilianer nutzt die Nicknames botteonpoker (PokerStars sowie 888poker), Irunsogooood (partypoker), BrazilianKid (GGPoker), whatisgoingon (PokerKing) sowie ilovehowirun (PokerStars.ES) und nutzt bei Natural8 seinen echten Namen.
Seine erste Live-Geldplatzierung bei einem Pokerturnier erreichte Botteon Ende Juli 2016 bei der Brazilian Series of Poker in São Paulo bei einem Event in der Variante No Limit Hold’em. Bei dieser Turnierserie gewann er Mitte April 2018 in Brasília auch sein erstes Live-Turnier, wofür er eine Siegprämie von umgerechnet mehr als 6500 US-Dollar erhielt. Im September 2019 belegte der Brasilianer beim High Roller des Circuits der World Series of Poker (WSOP) in Rio de Janeiro den mit umgerechnet über 20.000 US-Dollar dotierten vierten Platz. Beim Main Event der partypoker Millions South America in Punta del Este erreichte er im Februar 2020 die Geldränge und beendete das Turnier auf dem 33. Platz, der ihm 30.000 US-Dollar einbrachte.
Bei der von Juli bis September 2020 aufgrund der COVID-19-Pandemie auf dem Onlinepokerraum GGPoker ausgespielten World Series of Poker Online erzielte der Brasilianer 14 Geldplatzierungen. Dabei erreichte er bei den beiden teuersten Events auf dem Turnierplan, für die man jeweils ein Startgeld von 25.000 US-Dollar zahlen musste, den Finaltisch. Botteon beendete die NLH Poker Players Championship auf dem mit knapp 400.000 US-Dollar dotierten sechsten Platz und erreichte beim Heads Up NLHE das Finale gegen Fedor Holz, dem er sich geschlagen geben musste und dafür mehr als 620.000 US-Dollar erhielt. Auf PokerStars gewann Botteon zudem im September 2020 ein Turnier der World Championship of Online Poker. Anfang Dezember 2020 erspielte er sich auf GGPoker den Chiplead beim International Main Event der WSOP 2020, dessen Finaltisch am 15. Dezember 2020 live im King’s Resort in Rozvadov ausgespielt wurde. Dort belegte er nach verlorenem Heads-Up gegen den Argentinier Damian Salas den mit über einer Million US-Dollar dotierten zweiten Platz.
Insgesamt hat sich Botteon mit Pokerturnieren live rund 150.000 US-Dollar und online mehr als 10 Millionen US-Dollar erspielt, wobei der Großteil von knapp 4 Millionen US-Dollar bei PokerStars gewonnen wurde. Nachdem er im September 2020 bereits zeitweise auf dem zweiten Platz des PokerStake-Rankings gestanden hatte, das die erfolgreichsten Onlinepoker-Turnierspieler weltweit listet, setzte er sich am 12. Dezember 2020 erstmals an die Spitze. Anschließend führte er die Liste bis zum 9. März 2021 für 12 Wochen in Serie an.